# Löttringhausen
Löttringhausen ist ein südlicher Stadtteil von Dortmund im Stadtbezirk Hombruch.

## Geographie
Löttringhausen liegt etwa sieben Kilometer südlich der Dortmunder Innenstadt. Durch den Ort führt seit 1879 die Bahnstrecke Düsseldorf-Derendorf–Dortmund Süd der ehemaligen Rheinischen Bahn, seit 1957 zum Dortmunder Hauptbahnhof. Im südlichen Bereich des Ortes liegt der Bahnhof Löttringhausen.
Heute grenzen sich der Löttringhauser Süden und der Löttringhauser Norden als Wohnlagen relativ deutlich voneinander ab. Während der Norden bis auf die teilweise relativ gehobene Einfamilienhausbebauung im äußersten Norden nur aus der Großwohnsiedlung und dem älteren, recht kleinen Ortszentrum besteht, stehen im Löttringhauser Süden fast ausschließlich Einfamilienhäuser und Villen auf großen, teilweise parkähnlichen Grundstücken.

## Geschichte

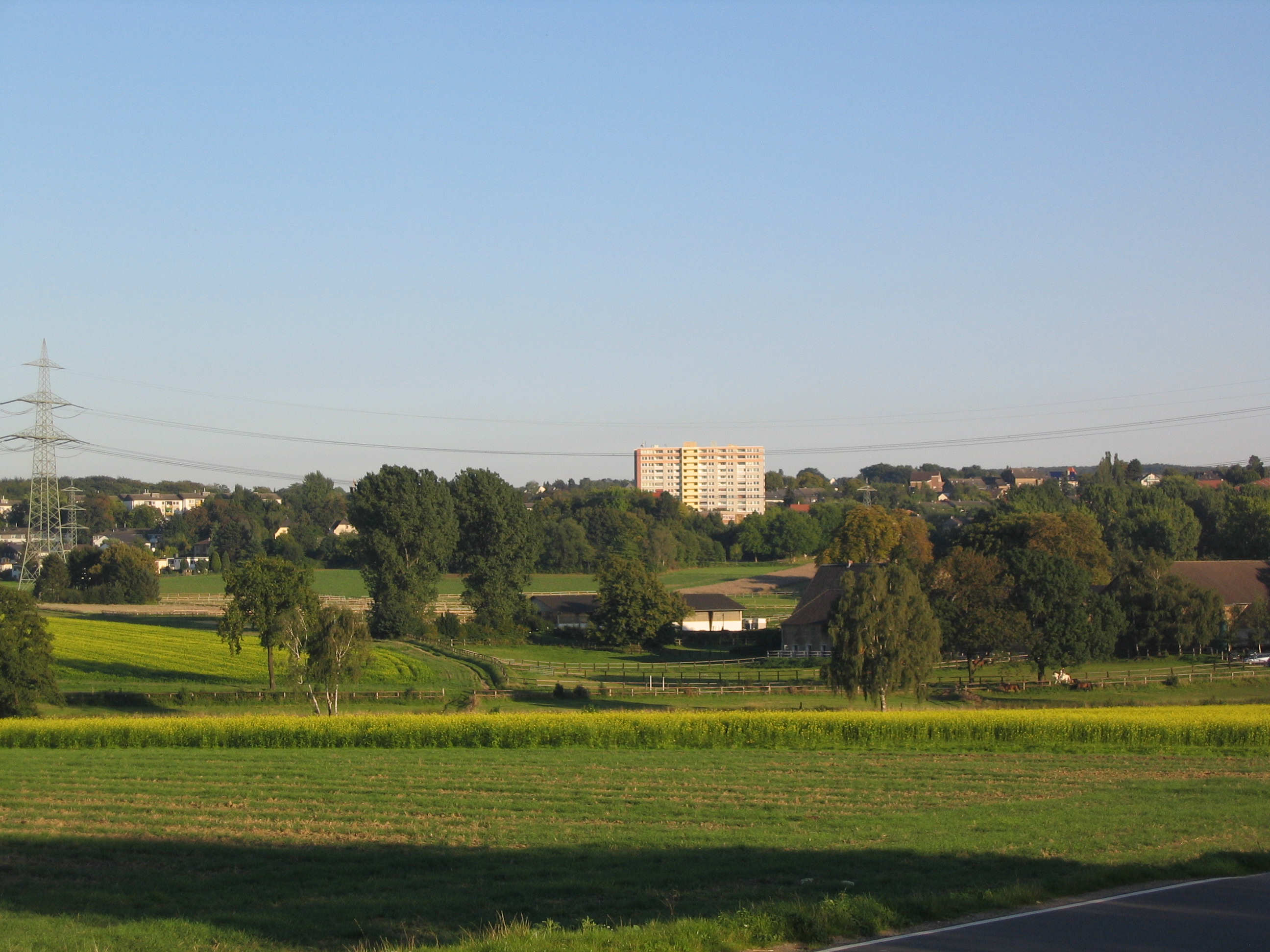
Das Hochhaus als Mittelpunkt des Stadtteils

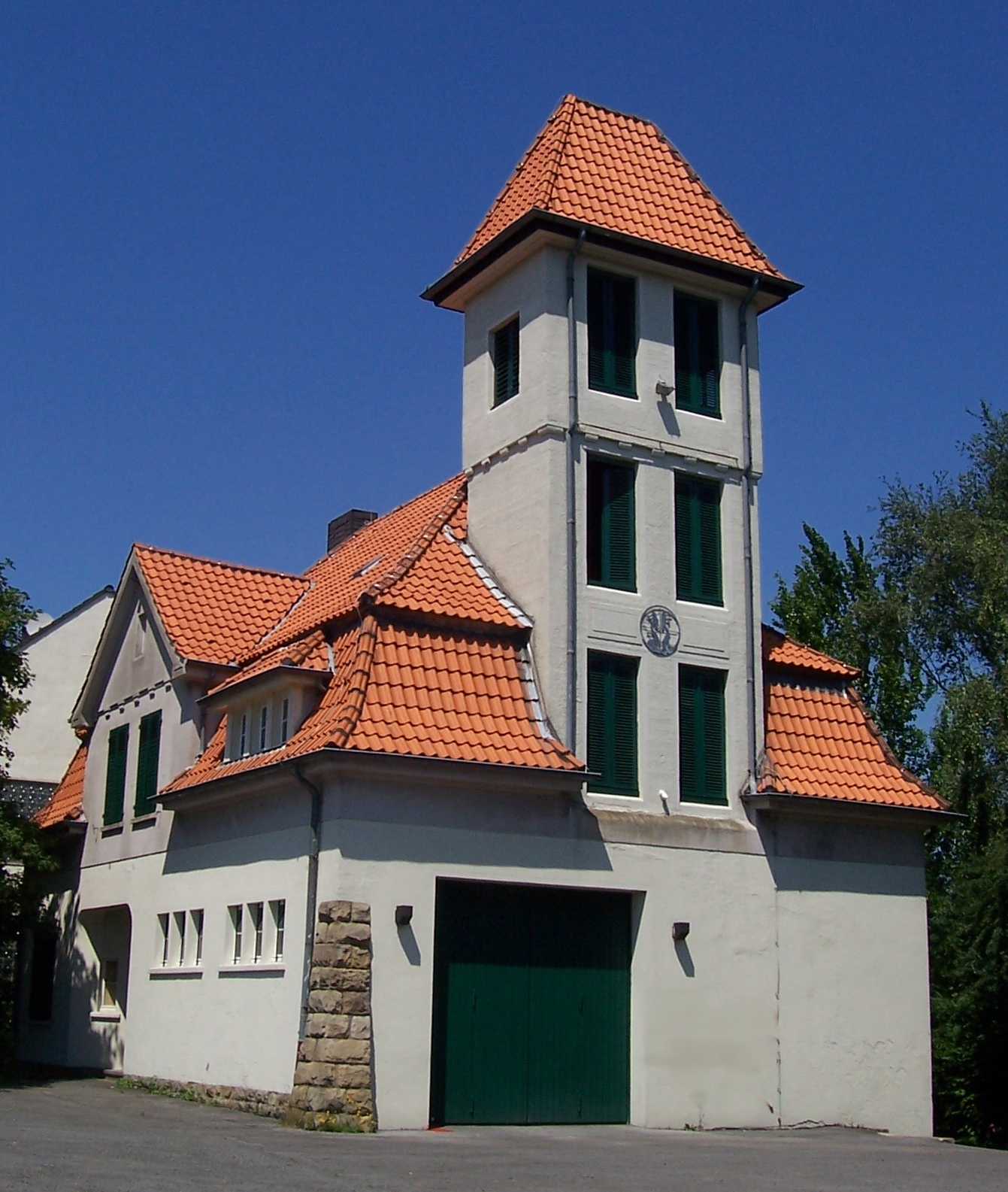
Feuerwehrhaus

Erstmals erwähnt wurde das heutige Löttringhausen um 1250 als Lufferdinchusen in einem Urbar der Reichsabtei Werden. Zu dieser Zeit bestand das Dorf aus vier Kotten am Rande der Großholthauser Mark und der Kleinholthauser Mark. 1345 wird ein Hinric van Lotfrodinchusen im Urkundenbuch des Klosters Clarenberg erwähnt. 1382 der Schulte Hermannus Schultetus de Leyverdynchusen im Dortmunder Urkundenbuch. Im Urbar I und II des Klosters Werden wird der Ort auch noch bis 1625 genannt. Im Jahr 1841 erscheint erstmals der heutige Ortsname Löttringhausen in einer Ortschaftstabelle.
Löttringhausen gehörte im Spätmittelalter und der Frühen Neuzeit in der Bauerschaft Klein-Holthausen (Lutkenholtuyssen) im Kirchspiel Kirchhörde und Amt Hörde (historisch) zur Grafschaft Mark. Laut dem Schatzbuch der Grafschaft Mark von 1486 hatten in der Bauerschaft Hans van Lutferinchus und Kerstgen to Lutferinchus 3  Goldgulden und ein Friedach to Lutferinchus 6 oirt an Abgabe zu leisten. Im Jahr 1705 waren in der Bauerschaft Lutheringhausen 8 Steuerpflichtige mit Abgaben an die Rentei Hörde im Kataster verzeichnet.
Die Deutung des Ortsnamens kann mit bei den Häusern der Leute des L(i)utfrid’ umschrieben werden.
Um 1740 ist für den Ort Löttringhausen eine Schule verbürgt. Die Schule, Vorläufer der heutigen Langeloh-Grundschule, in Löttringhausen war zu diesem Zeitpunkt die einzige Schule im Kirchspiel Kirchhörde. Der bäuerliche Charakter des Ortes änderte sich erst 1879, als die Bahnstrecke Dortmund–Hagen eingerichtet und der Bahnhof Löttringhausen eröffnet wurde. Südlich des Dorfes wurde der Ender Tunnel als Durchquerung des Ardeygebirges unter dem Vaerstenberg gegraben. Der Bahnhof Löttringhausen war ab 1880 auch Endpunkt der Bahnstrecke Rheinischer Esel. In der Nähe des Bahnhofs Löttringhausen lagen die Zeche Gottessegen sowie zwei Ziegeleien. In der Zeche wurde ab 1743 nach Eisenerz und Kohle gegraben. Durch die Eisenbahnverbindung wurde Löttringhausen zum Naherholungsziel der städtischen Bevölkerung Dortmunds.
In den letzten Tagen des Zweiten Weltkrieges sollten auf Befehl des NSDAP-Gauleiters Albert Hoffmann etwa 30.000 Zwangsarbeiter und Kriegsgefangene aus dem gesamten Raum Dortmund in der Zeche Gottessegen zusammengezogen, in die unterste Sohle verbracht und dort durch Flutung, Sprengung oder Atemluftentzug ermordet werden. Dieser Massenmord wurde durch die zögerliche Umsetzung durch die Bergwerksleitung und die kurz darauf erfolgte Befreiung durch die US-Armee vereitelt. Die Verantwortlichen wurden nie belangt.
Nach dem Zweiten Weltkrieg änderte sich zunächst nichts am ländlichen Charakter des Ortes. Erst als im Jahre 1964 der Grundstein zum Bau einer Großsiedlung im Löttringhauser Norden gelegt wurde, wurde das ehemalige Dorf zu einem bevölkerungsreichen Vorort der Stadt Dortmund. In der Mitte der Siedlung wurde unweit der Langeloh-Schule ein kleines Einkaufszentrum errichtet. Mit der Errichtung eines 12-stöckigen Wohnhochhauses im Jahre 1974 war der Wandel von einer Bauerschaft zum heutigen Löttringhausen vollzogen.
Es bestanden Planungen, die Volmetalbahn von Dortmund über Hagen nach Lüdenscheid als Stadtbahn umzusetzen. Die Stadtbahn sollte direkt vom Dortmunder Stadtzentrum über das Hagener Stadtzentrum bis in die Innenstadt von Lüdenscheid geführt werden. 1997 wurde dazu ein Konzept zur Regionalstadtbahn Hagen vorgestellt, was trotz des verkehrlichen Nutzens aus Kostengründen abgelehnt wurde.

## Bevölkerung
Zum 31. Dezember 2013 lebten 1873 Einwohner in Löttringhausen.
Struktur der Löttringhauser Bevölkerung:
- Bevölkerungsdichte: 98 Einwohner pro ha Siedlungsfläche.
- Minderjährigenquote: 22,3 %, liegt leicht über dem Dortmunder Durchschnitt von 20,1 %.
- Altenquote: 37,7 %, liegt deutlich über dem Dortmunder Durchschnitt von 31,3 %.
- Ausländeranteil: 6,0 %, liegt deutlich unter dem Dortmunder Durchschnitt von 12,8 %.
- Arbeitslosenquote: 6,0 %, liegt deutlich unter dem Dortmunder Durchschnitt von 13,4 %.

Das durchschnittliche Einkommen in Löttringhausen liegt etwa 10 % über dem Dortmunder Durchschnitt.

### Bevölkerungsentwicklung
| Jahr | Einw. |
| ---- | ----- |
| 2003 | 2019  |
| 2008 | 1920  |
| 2010 | 1910  |
| 2013 | 1873  |
| 2018 | 1943  |